# دانیل هارولد
دانیل امی هارولد (زاده ۳۰ مه ۱۹۹۲) یک هنرپیشه انگلیسی است. او با بازی در سریال بی‌بی‌سی ایست‌اندرز به شهرت رسید. دنیل امی هارولد در ۳۰ می ۱۹۹۲ در لویشم، لندن بزرگ به دنیا آمد. قبل از شروع حرفه بازیگری هارولد، او در مجموعه تلویزیونی مدرسه رؤیای جیمی حضور داشت.

## فیلم‌شناسی
| سال  | عنوان      | نقش         |
| ---- | ---------- | ----------- |
| ۲۰۱۷ | Fanged Up  | کیتی میکپیس |
| ۲۰۱۸ | سرزمین لذت | دینا        |
| ۲۰۱۸ | دو قبر     | لیان        |
| ۲۰۱۸ | هیولا      | سارا        |
| ۲۰۱۸ | زنگ مرده   | ملیسا پرنس  |
| ۲۰۱۹ | مقبره‌ها    | ارائه کننده |
| ۲۰۲۰ | همسایه     | دنی         |

| سال                  | عنوان                                          | نقش               | یادداشت             |
| -------------------- | ---------------------------------------------- | ----------------- | ------------------- |
| ۲۰۱۱                 | مدرسه رؤیایی جیمی                              | خودش              | نقش اصلی            |
| ۲۰۱۱–۲۰۱۵، ۲۰۱۹–۲۰۲۳ | ایست‌اندرز                                      | لولا پیرس         | نقش منظم            |
| ۲۰۱۲                 | کابوس المپیک بیلی                              | لولا پیرس         | ویژه تلویزیون       |
| ۲۰۱۲                 | سلبریتی‌های بی‌معنی                              | خودش - شرکت کننده | کودکان نیازمند ویژه |
| ۲۰۱۳                 | کودکان نیازمند                                 | رقصنده خیابانی    | ۱ قسمت              |
| ۲۰۱۷                 | سانحه، کشته                                    | جورجی منینگ       | اپیزود: «جاده‌نشین»  |
| ۲۰۲۳                 | ضعیف‌ترین پیوند                                 | خودش - شرکت کننده | EastEnders Special  |
| ۲۰۲۳                 | من یک سلبریتی هستم … من را از اینجا بیرون ببر! | خودش - شرکت کننده | سری ۲۳              |
| ۲۰۲۴                 | سلبریتی شکار شد                                | خودش - شرکت کننده | سری ۶               |
| ۲۰۲۴                 | پل مشهور دروغ‌ها                                | خودش              | [ ۴ ]               |